# Damjan Lah
Damjan Lah, slovenski politik, * 10. september 1961.
Trenutno (od 4. junija 2010) je državni sekretar na notranjem ministrstvu.